# Jaydee Canvot
Jaydee Canvot, né le 29 juillet 2006 à Argenteuil, est un footballeur français qui évolue au poste de défenseur central au Toulouse FC.

## Biographie

### Carrière en club
Canvot commence le football au RFC Argenteuil, avant de rejoindre l'AS Bondy en 2015 puis le Toulouse FC en 2021. Il y signe son premier contrat professionnel en le 13 juin 2024, avant de faire ses débuts avec l'équipe première le 22 septembre 2024 lors de la réception du Stade brestois en Ligue 1 (défaite 2 buts à 0),.

### En sélection
Canvot est international français avec les moins de 16 ans, les moins de 17 ans et avec les moins de 19 ans.

## Statistiques
| Saison                | Club                  | Championnat           | Championnat | Championnat | Championnat | Coupe(s) nationale(s) | Coupe(s) nationale(s) | Coupe(s) nationale(s) | Total | Total | Total |
| Saison                | Club                  | Division              | M.          | B.          | P.d.        | M.                    | B.                    | P.d.                  | M.    | B.    | P.d.  |
| 2023-2024             | Toulouse FC rés.      | National 2            | 2           | 0           | 0           | -                     | -                     | -                     | 2     | 0     | 0     |
| 2024-2025             | Toulouse FC rés.      | National 3            | 2           | 0           | 0           | -                     | -                     | -                     | 2     | 0     | 0     |
| Sous-total            | Sous-total            | Sous-total            | 4           | 0           | 0           | -                     | -                     | -                     | 4     | 0     | 0     |
| 2024-2025             | Toulouse FC           | Ligue 1               | 18          | 0           | 0           | 2                     | 0                     | 0                     | 20    | 0     | 0     |
| Total sur la carrière | Total sur la carrière | Total sur la carrière | 22          | 0           | 0           | 2                     | 0                     | 0                     | 24    | 0     | 0     |